# پلینفیلد شمالی، نیوجرسی
پلینفیلد شمالی (به انگلیسی: North Plainfield) شهری در ایالت نیوجرسی کشور ایالات متحده آمریکا است که جمعیت آن در سرشماری سال ۲۰۱۰ میلادی، ۲۱٬۹۳۶ نفر بوده‌است.